# 1900年夏季奥林匹克运动会帆船比赛
1900年夏季奧林匹克運動會帆船比賽為首次在夏季奧運會比賽項目亮相，帆船比賽原定上屆奧運會出現但最後取消。帆船比賽項目按帆船類別設有八個項目，其中六項比賽安排在5月20日至27日在默朗附近的塞納河上進行，最大類別的兩個項目則在8月1日至5日在勒阿弗尔海岸外的北大西洋上進行比賽。大約有150名來自六個國家的選手參加比賽，其中包括一名女性選手海倫·德·波塔萊斯，她在一至二噸級別中贏得金牌。

## 赛程
| ● | 默朗賽區 | ● | 勒阿弗尔賽區 |

| 1900年   | 5月   | 5月   | 5月   | 5月   | 5月   | 5月   | 5月   | 5月   | 8月  | 8月  | 8月  | 8月  | 8月  | 8月  |
| 1900年   | 20 日 | 21 一 | 22 二 | 23 三 | 24 四 | 25 五 | 26 六 | 27 四 | 1 五 | 2 六 | 3 日 | 4 一 | 5 二 | 6 三 |
| -------- | ----- | ----- | ----- | ----- | ----- | ----- | ----- | ----- | ---- | ---- | ---- | ---- | ---- | ---- |
| 帆船比賽 | 1     |       | 1     |       | 1     | 1     |       | 無風  | 1    | 1    |      |      | 1    | 1    |
| 金牌總數 | 1     |       | 3     |       | 3     | 4     |       |       |      | 1    |      |      |      | 1    |

## 項目成績
由於1900年奧運會組織和管理相對混亂，比賽項目沒有明確的規定和統一標準，所有比賽結果是已知的，但目前對於當年哪些比賽被認為是“奧運比賽”並沒有共識，因此不同的官方報告和歷史學家對於獎牌得主的記錄也有所不同、國際奧委會 、國際帆船聯合會和Sports Reference等不同的資料來源都提供了不同的獎牌得主名單。國際奧委會從未決定哪些比賽是“奧運比賽”。有時，資料來源也會對選手的國籍有所不同（例如H·麥克亨利同時為法國人及美國人）。以3至10噸級別比賽為例，不同的資料來源顯示獎牌得主如下：
| 3至10噸級別（賽道一）獎牌得主 |                 |                                                                       |
| 金牌                          | Henri Gilardoni | 官方報告和Sports Reference有紀錄獎牌得主                              |
| 銀牌                          | Henri Smulders  | 官方報告和Sports Reference有紀錄獎牌得主                              |
| 銅牌                          | 莫里斯·居夫莱   | 官方報告和Sports Reference有紀錄獎牌得主                              |
| 3至10噸級別（賽道二）獎牌得主 |                 | 官方報告和Sports Reference有紀錄獎牌得主                              |
| 金牌                          | Howard Taylor   | 官方報告、國際奧委會 、國際帆船聯合會和Sports Reference有紀錄獎牌得主 |
| 銀牌                          | 莫里斯·居夫莱   | 官方報告、國際奧委會 、國際帆船聯合會和Sports Reference有紀錄獎牌得主 |
| 銅牌                          | H·麥克亨利      | 官方報告、國際奧委會 、國際帆船聯合會和Sports Reference有紀錄獎牌得主 |

帆船比賽中除了公開等級以外的所有等級都設有兩場比賽進行。國際奧委會最初認定每個等級的第一場比賽的獲勝者為奧運會冠軍，但在10至20噸級別的比賽中，則是根據三場比賽的總時間來決定冠軍。然而目前在三個等級（0至0.5噸、1至2噸和2至3噸）的第一場和第二場比賽中的獲勝者都同樣被國際奧委會認可為獎牌得主。也就是說，國際奧委會承認這三個等級中的第二場比賽，並為每個比賽頒發兩枚金牌、兩枚銀牌和兩枚銅牌。可是在3至10噸級別的比賽中，只有第二場比賽的獲勝者被列為奧運會獎牌得主。
以下列出1900年夏季奧運會帆船比賽和世界博覽會的所有比賽和獎牌得主，並將所有獲勝者都視為獎牌得主，國際奧委會網站目前確認有9個帆船比賽項目（不包括0.5至1噸第一場比賽、1至2噸第一場比賽、2至3噸第一場比賽及3至10噸第一場比賽）。
| 項目                            | 金牌                                                                                            | 银牌                                                                                   | 铜牌                                                                                   |
| 公開組級別 （詳細）             | 英国（GBR） · Lorne Currie · John Gretton · Linton Hope · Algernon Maudslay                     | 德国（GER） · 保罗·维斯纳 · 格奥尔格·瑙厄 · 海因里希·彼得斯 · 奥托卡尔·魏泽            | 法国（FRA） · 埃米尔·米舍莱                                                            |
| 0至0.5噸級別（賽道一） （詳細） | 法国（FRA） · 皮埃尔·热尔韦                                                                     | 法国（FRA） · 特谢尔 · 特谢尔 · 让-巴蒂斯特·沙尔科 · 罗贝尔·林策勒                     | 法国（FRA） · 亨利·莫诺 · 莱昂·泰利耶 · 加斯东·卡耶                                    |
| 0至0.5噸級別（賽道二） （詳細） | 法国（FRA） · 埃米尔·萨克雷                                                                     | 法国（FRA） · 特谢尔 · 特谢尔 · 让-巴蒂斯特·沙尔科 · 罗贝尔·林策勒                     | 法国（FRA） · 皮埃尔·热尔韦                                                            |
| 0.5至1噸級別（賽道一） （詳細） | 英国（GBR） · Lorne Currie · John Gretton · Linton Hope · Algernon Maudslay                     | 法国（FRA） · 朱尔·瓦尔顿 · 费利克斯·马科特 · 威廉·马丁 · 雅克·博德里耶 · 让·勒布雷    | 法国（FRA） · 埃米尔·米舍莱 · Marcel Meran                                             |
| 0.5至1噸級別（賽道二） （詳細） | 法国（FRA） · 路易·奥古斯特-多默伊                                                              | 法国（FRA） · 埃米尔·米舍莱 · Marcel Meran                                             | 法国（FRA） · 朱尔·瓦尔顿 · 费利克斯·马科特 · 威廉·马丁 · 雅克·博德里耶 · 让·勒布雷    |
| 1至2噸級別（賽道一） （詳細）   | 瑞士（SUI） · Hermann de Pourtalès · 海倫·德·波塔萊斯 · Bernard de Pourtalès                    | 法国（FRA） · François Vilamitjana · 奥古斯特·阿尔贝 · 阿尔贝·杜瓦尔 · 夏尔·雨果       | 法国（FRA） · 雅克·博德里耶 · 吕西安·博德里耶 · 迪博斯克 · Édouard Mantois             |
| 1至2噸級別（賽道二） （詳細）   | 德国（GER） · 保罗·维斯纳 · 格奥尔格·瑙厄 · 海因里希·彼得斯 · 奥托卡尔·魏泽                     | 瑞士（SUI） · Hermann de Pourtalès · 海倫·德·波塔萊斯 · Bernard de Pourtalès           | 法国（FRA） · François Vilamitjana · 奥古斯特·阿尔贝 · 阿尔贝·杜瓦尔 · 夏尔·雨果       |
| 2至3噸級別（賽道一） （詳細）   | 混合（ZZX） · William Exshaw（英国） · 弗雷德里克·布朗希（法国） · Jacques Le Lavasseur（法国） | 法国（FRA） · 莱昂·叙斯 · 雅克·杜塞 · 奥古斯特·戈迪内 · 亨利·米亚拉雷                  | 法国（FRA） · Ferdinand Schlatter · de Cottignon · 埃米尔·让-方丹                      |
| 2至3噸級別（賽道二） （詳細）   | 混合（ZZX） · William Exshaw（英国） · 弗雷德里克·布朗希（法国） · Jacques Le Lavasseur（法国） | 法国（FRA） · 莱昂·叙斯 · 雅克·杜塞 · 奥古斯特·戈迪内 · 亨利·米亚拉雷                  | 法国（FRA） · 奥古斯特·多尼                                                            |
| 3至10噸級別（賽道一） （詳細）  | 法国（FRA） · 亨利·吉拉尔多尼                                                                   | 荷兰（NED） · Henri Smulders · Chris Hooijkaas · Arie van der Velden                   | 法国（FRA） · 莫里斯·居夫莱 · A. Dubois · J. Dubois · 罗贝尔·居夫莱 · Charles Guiraist |
| 3至10噸級別（賽道二） （詳細）  | 英国（GBR） · Howard Taylor · Edward Hore · Harry Jefferson                                     | 法国（FRA） · 莫里斯·居夫莱 · A. Dubois · J. Dubois · 罗贝尔·居夫莱 · Charles Guiraist | 美国（USA） · H·麥克亨利                                                               |
| 10至20噸級別 （詳細）           | 法国（FRA） · 埃米尔·比亚尔 · Paul Perquer                                                      | 法国（FRA） · Jean, duc Decazes                                                        | 英国（GBR） · Edward Hore                                                              |
| 20噸以上級別 （詳細）           | 英国（GBR） · Cecil Quentin                                                                     | 英国（GBR） · Selwin Calverley                                                         | 美国（USA） · Harry Van Bergen                                                         |

1. 1 2 3 4 5  國際奧委會承認該等級的比賽，並為每個比賽追溯頒發兩枚金牌、兩枚銀牌和兩枚銅牌。[7][8]

## 獎牌榜
| 排名                     | 国家 / 地区              | 金牌 | 銀牌 | 銅牌 | 总计 |
| ------------------------ | ------------------------ | ---- | ---- | ---- | ---- |
| 1                        | 法国（FRA）              | 5    | 9    | 10   | 24   |
| 2                        | 英国（GBR）              | 4    | 1    | 1    | 6    |
| 3                        | 混合（ZZX）              | 2    | 0    | 0    | 2    |
| 4                        | 德国（GER）              | 1    | 1    | 0    | 2    |
| 4                        | 瑞士（SUI）              | 1    | 1    | 0    | 2    |
| 6                        | 荷兰（NED）              | 0    | 1    | 0    | 1    |
| 7                        | 美国（USA）              | 0    | 0    | 2    | 2    |
| 总计（共7个国家 / 地区） | 总计（共7个国家 / 地区） | 13   | 13   | 13   | 39   |